# Bromfeniramina
La  bromfeniramina è un principio attivo, un antistaminico.

## Controindicazioni
Controindicata durante l'allattamento materno.